# Tzeltalia amphitricha
Tzeltalia amphitricha är en potatisväxtart som först beskrevs av Friedrich August Georg Bitter, och fick sitt nu gällande namn av E. Estrada och M. Martinez. Tzeltalia amphitricha ingår i släktet Tzeltalia och familjen potatisväxter. Inga underarter finns listade i Catalogue of Life.